# Illés
Illés-együttes (Иллеш) — венгерская рок-группа, активность которой была наибольшей в период с 1960 г. по 1973 г. Впоследствии (1981—2005 г.г.) группа несколько раз собиралась в первоначальном составе для совместных концертов. Illés оказали существенное влияние на развитие венгерского рока, и её часто называли «венгерскими Битлз» благодаря популярности, которую группа завоевала в бурные 60-е и 70-е.

## История
Группа Illés была образована в 1957 году, однако оставалась в тени вплоть до 1963 года. Создана братьями Лайошем и Кароем Иллешами. То было время, когда радиопрограммы на венгерском языке, транслируемые студиями на нелегальной основе, оказывали большое влияние на венгерскую молодёжь. Группа Illés стала первой наиболее популярной венгерской группой, исполнявшей свои песни в жанре «бит». Их песня Még fáj minden csók («Каждый поцелуй причиняет боль») наделала в 1966 году немало шума у поклонников из-за своеобразного «писклявого» стиля пения солиста Левенте Сёреньи.
Несмотря на всю противоречивость c коммунистической идеологией, венгерский рок получил негласную поддержку со стороны правившего в Венгрии просоветского режима, заигрывающего с молодежью и проводившего политику так называемых «небольших привилегий». Такая относительная свобода позволила Illés завоевать популярность в других странах Европы (не только соцлагеря) и стать лауреатом ряда премий.
Тем не менее, свой первый альбом Illés выпустили лишь через 10 лет — в 1967 году, совместно с саундтреком к фильму Ezek a fiatalok («Эта молодёжь!»). Фильм был попыткой ближе познакомить общественность с веяниями молодёжной культуры того времени. В фильме, помимо Illés, принимали участие популярная венгерская группа Omega и известная венгерская исполнительница Жужа Конц. Ещё одна знаковая работа Illés в кино — популярнейший в те годы в СССР фильм «Лев готовится к прыжку» (1968), где группа снялась в полном составе (исполнение лейтмотива фильма в начальных и финальных кадрах), а композитором фильма, наравне с Левенте Сёрени, выступил Лайош Иллеш.
Наибольшего успеха группа Illés достигает в 1969 году, когда признаётся «группой года» в Венгрии. В это же время в стране появляется великое множество других групп, игравших в жанре бит. Впоследствии между фанатами групп Illés и Omega возникло соперничество — по аналогии с соперничеством, имевшим место между группами The Beatles и The Rolling Stones на Западе.

## Жизнь после Illés
Увы, группа Illés распалась в 1973 году. Не в последнюю очередь этому способствовало политическое давление правящего режима. Группа была запрещена в течение года и обложена крупным штрафом за интервью, которое члены группы дали в Британии и в котором критиковали правительство. Тем не менее, некоторые члены группы, особенно, Сёреньи и Броди, продолжали работу над совместными проектами, сформировав новую группу под названием Fonográf, экспериментируя с народными мотивами и музыкой. Наиболее известными хитами проекта стали Lökd ide a sört! («Подай пиво!») и Mondd, hogy nem haragszol rám! («Скажи, что на меня не злишься»). Они также продолжили вместе работать с известной певицей Жужей Конц, для которой писали песни с первой половины 1960-х.
Группа Illés несколько раз собиралась оригинальным составом для совместных выступлений. Наиболее запоминающимся из них был концерт в 1990 году на стадионе вскоре после падения коммунистического режима в Венгрии. В 2001 году они также собирались для того, чтобы выступить с другими знаменитыми коллективами своей эпохи — Omega и Metró.
В 1983 Сёреньи и Броди вместе написали рок-оперу «Король Иштван» (István, a Király), в основу которой легла жизнь первого короля Венгрии Иштвана I Святого. Опера стала успешной и по сей день является культовой в Венгрии.
Вскоре после падения коммунистического режима в Венгрии в 1990 году Броди и Сёреньи написали такие рок-оперы, как «Аттила, меч Бога» (1994), «С тобой, Господи» (2000), которая является сиквелом к опере «Король Иштван».
Ударник группы Золтан Пастори покинул страну в 1970-х и перебрался в ФРГ. Он умер в 2005 году в возрасте 60 лет. В ходе двух концертов, на которых группа Illés планировала выступить изначальным составом, его место за ударной установкой занял Эрш Сёреньи, сын бессменного гитариста группы Левенте Сёреньи.
Сам Лайош Иллеш после распада группы продолжал работу с коллективом под прежним названием вплоть до 80-х, после чего перебрался в деревню Кишороси, где работал хористом в местном хоре в Реформатской церкви. Там он продолжил свою деятельность в качестве композитора. Умер в 2007 году в возрасте 64 лет.

## Происхождение названия группы
Название группы происходит от фамилии её членов Лайоша и Кароя Иллеш. Позже в качестве логотипа для группы Illés было выбрано изображение, на котором была изображена колесница с нотами, запряжённая двойкой лошадей, скачущих поверх слова «Illés» и Солнца. Логотип имеет прямое отношение к библейскому пророку Илии (Illés по-венгерски) из Ветхого Завета, который, как утверждается, на этой колеснице вознёсся в небо.

## Дискография
Альбомы:
- Ezek a fiatalok (1967 — саундтрек к фильму)
- Nehéz az út (1969)
- Illések és pofonok (1969)
- Human Rights (1971)
- Add a kezed (1972)
- Ne sírjatok, lányok (1973)

Сборники:
- A koncert (1981 — концертный альбом)
- Illés kislemezek (1984 — синглы)
- Népstadion 1990 (концертный альбом)
- Az Illés összes kislemeze (1990 — все синглы)
- Az Illés másik oldalán — Válogatás (1996 — сторона В — сборник)
- Best of Illés — Balladák és lírák (1996)
- Best of Illés — Miért hagytuk, hogy így legyen (1996)
- Illés '96 (концертный альбом)

## Награды
- 2000 — Премия имени Кошута